# Очеретяний Володимир Анатолійович
Володи́мир Анато́лійович Очере́тяний (28 червня 1977 — 4 квітня 2016) — молодший сержант Збройних сил України, учасник російсько-української війни.

## Життєпис
Народився 1977 року у місті Фастів (Київська область) в родині залізничників. Навчався з ЗОШ № 10 та № 5, у Фастівському центрі профтехосвіти, Київському електромеханічному технікумі. Пройшов строкову службу у лавах Збройних Сил України, отримав звання молодшого сержанта. Демобілізувавшись, працював у моторвагонному депо. Трудовий шлях почав з посади слюсаря електроремонтного цеху, згодом підвищений до бригадира, по тому — до майстра кузовного цеху.
29 травня 2015 року мобілізований; молодший сержант 128-ї окремої гірсько-піхотної бригади, командир бойової машини піхоти.
У лютому 2016 року бригада, в якій служив Володимир, переведена до Донецької області — в місто Авдіївку. Машина Володимира прикривала правий фланг блокпосту «Фагот» — що розташовувався біля Донецького аеропорту. Вже в перші години передислокації бригада була обстріляна ворогом.
4 квітня 2016-го загинув уночі під час мінометного обстрілу на блокпосту поблизу Авдіївки.
7 квітня 2016 року похований у Фастові, на Інтернаціональному кладовищі.
Без Володимира лишились мама Наталія Василівна, сестра Тетяна.

## Нагороди та вшанування
- указом Президента України № 216/2016 від 18 травня 2016 року «за особисту мужність і високий професіоналізм, виявлені у захисті державного суверенітету та територіальної цілісності України, вірність військовій присязі» — нагороджений орденом «За мужність» III ступеня (посмертно)[1].
- у квітні 2017 року на фасаді Фастівської ЗОШ № 10 відкрито меморіальну дошку Володимиру Очеретяному.